# Il mastino dei Baskerville
Il mastino dei Baskerville (titolo orig. The Hound Of The Baskervilles) è un romanzo di Arthur Conan Doyle,  il terzo con protagonista il detective Sherlock Holmes.
Venne originariamente pubblicato a puntate sulla rivista The Strand Magazine dall'agosto 1901 all'aprile 1902. Nella prima edizione Doyle volle inserire una nota a piè di pagina, dove ringraziava l'amico Bertram Fletcher Robinson per avergli fornito spunti importanti sia per la stesura del soggetto sia per l'ambientazione della trama.

## Trama
Londra, 1889. Uno sbadato visitatore ha dimenticato il suo bastone nell'ufficio del famoso investigatore Sherlock Holmes, il che permette a Holmes e al dottor Watson di formulare ipotesi deduttive sull'identità dell'uomo, che sopraggiunge poco dopo: il dottor James Mortimer. Il medico vorrebbe che Holmes indagasse sulla morte di un suo paziente oltre che caro amico, l'anziano Sir Charles Baskerville, baronetto e proprietario di un maniero nella brughiera di Dartmoor. L'uomo, notoriamente debole di cuore, è morto nel viale della sua proprietà, Baskerville Hall, apparentemente a causa di un infarto: il suo viso mostrava un'espressione di terrore e vicino al corpo erano chiaramente visibili le impronte di un grosso mastino. Sir Charles credeva a un'antica leggenda secondo cui, a partire dal malvagio Hugo Baskerville ai tempi della guerra civile, vari eredi maschi della famiglia sarebbero stati perseguitati e uccisi da un terrificante cane demoniaco.
Mortimer, come Holmes, non mostra di credere alla leggenda, ma è egualmente preoccupato per l'incolumità del nuovo baronetto, il giovane Sir Henry Baskerville, figlio del defunto fratello di Sir Charles e ultimo esponente della casata (dato che il terzo ed ultimo fratello, pecora nera della famiglia, è morto anni prima in Sud America). Holmes accetta di incontrare Sir Henry, che ha fatto ritorno dal Canada, dove ha sempre vissuto, per prendere possesso dell'eredità. A Londra Sir Henry vive curiose peripezie: riceve una lettera che cerca di dissuaderlo dal recarsi a Dartmoor, oltre a subire il furto di uno stivale presso l'hotel dove alloggia e ad essere apparentemente tallonato da un uomo barbuto. Alla partenza di Sir Henry per la sua nuova residenza, Holmes comunica che non potrà indagare di persona nella brughiera e dovrà restare a Londra, inviando quindi il fidato Watson a fare ricerche e proteggere Sir Henry.
Arrivati a Dartmoor, Watson e Sir Henry fanno la conoscenza degli altri abitanti della brughiera: il signore e la signora Barrymore, domestici di Baskerville Hall; il signor Frankland, un vicino impiccione e piantagrane con la mania delle cause legali; il signor Stapleton, appassionato di entomologia che vive con sua sorella Beryl a Merripit House. I due vengono anche a sapere che nella brughiera si aggira un pericoloso assassino di nome Selden, evaso recentemente dal carcere di Princetown. Ciononostante, la vita al castello inizialmente trascorre tranquilla: Watson invia a Holmes lettere contenenti i rapporti delle sue indagini, mentre l'ultimo Baskerville conversa piacevolmente con la signorina Stapleton, di cui si sta lentamente innamorando. Watson fa lunghe passeggiate con Stapleton, che gli illustra i pericoli della palude di Grimpen, tra cui le sabbie mobili, e le leggende che si narrano sulle antiche capanne in pietra costruite da un popolo preistorico.
Una notte Watson e Sir Henry, insospettiti da misteriosi rumori, seguono il signor Barrymore, che furtivamente accende una candela a una finestra del maniero; poi lo vedono dirigersi verso la brughiera. Due notti dopo lo sorprendono mentre accende nuovamente una candela e lo costringono a confessare il motivo del suo agire: il maggiordomo racconta che l'evaso Selden è il fratello di sua moglie e si è sistemato in una delle capanne preistoriche: la luce è un segnale per darsi appuntamento e i Barrymore lo aiutano offrendogli viveri e vestiario. Congedato il maggiordomo, Watson e Sir Henry decidono di catturare Selden nella brughiera ma, spaventati da misteriosi e terrificanti ululati, rientrano a casa. Il nobiluomo ne rimane molto turbato e inizia a credere che la leggenda del mastino dei Baskerville sia vera.
Watson continua le sue indagini sulla morte di Sir Charles: è venuto a conoscenza di una signora con problemi economici, Laura Lyons, che aveva appuntamento con l'anziano proprio la sera della sua morte, con lo scopo di chiedergli un aiuto finanziario. Dopo un colloquio infruttuoso con Lyons, Watson si inoltra nella brughiera per sorprendere quello che Frankland gli ha additato come il covo di Selden, ma al suo posto, con sua grande sorpresa, trova Holmes, il quale aveva finto di restare a Londra per poi raggiungere Dartmoor e indagare con maggior libertà.
I due confrontano i risultati delle rispettive indagini: Holmes nutre fondati sospetti su Stapleton e rivela a Watson che la supposta sorella Beryl in verità è sua moglie, ma non dispone ancora di elementi tali da poter dimostrare il suo legame al mastino e quindi la sua colpevolezza. Calata la sera, i due sentono dei forti ululati e delle grida; preoccupati per Sir Henry, si precipitano a controllare cosa sia successo e trovano Selden, morto sulle rocce. A quanto pare il cane è stato ingannato dall'odore dei vestiti (Barrymore aveva infatti donato al cognato gli abiti smessi di Sir Henry) e ha provocato la morte della persona sbagliata.
Una volta tornati a Baskerville Hall, Holmes e Watson decidono di raccontare solo parte della verità al baronetto, per non turbarlo troppo. Mentre i tre conversano, Holmes nota un dipinto di Hugo Baskerville che ha una notevole somiglianza con Stapleton: il detective comprende allora che l'entomologo è in realtà Rodger Baskerville, figlio segreto del fratello degenere di Sir Charles, e che evidentemente mira a eliminare i suoi parenti così da restare unico erede del patrimonio, sfruttando la leggenda del mastino e servendosi sia di Beryl sia di Laura Lyons come strumenti nei suoi intrighi. Era appunto stato lui a indurre Lyons prima a dare appuntamento a Sir Charles la sera della sua morte e poi a non presentarsi, sguinzagliando quindi il mastino contro l'anziano cardiopatico e causandone il decesso col puro terrore della sua apparizione.

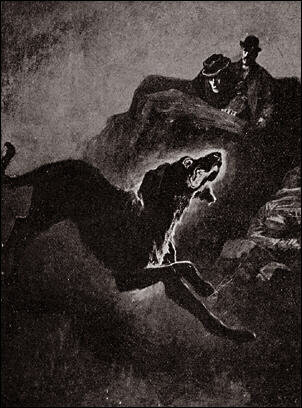
Il mastino dei Baskerville rappresentato da Sidney Paget sullo Strand Magazine.

A questo punto Holmes attua il suo piano: finge di tornare a Londra assieme a Watson - mentre in realtà si reca alla stazione per accogliere l'ispettore Lestrade, da lui chiamato come rinforzo - e decide di inviare Sir Henry da solo a cena da Stapleton, così da indurre quest'ultimo ad agire e poter coglierlo in flagrante. A sera pertanto i tre si appostano nella brughiera, in attesa. Dopo che il nobiluomo esce da Merripit House, Stapleton sguinzaglia contro di lui il mastino, dall'aspetto sovrannaturale in quanto cosparso di una miscela luminescente di fosforo. Tuttavia Holmes, Watson e Lestrade riescono a uccidere il cane con cinque colpi di pistola prima che possa ferire Sir Henry. Vistosi scoperto, Stapleton lascia la moglie, finalmente ribellatasi ai suoi abusi, legata in una stanza di Merripit House e fugge nella palude di Grimpen, verosimilmente restandone risucchiato. Il giorno seguente Holmes e Watson, con l'aiuto di Beryl, ritrovano nella palude lo stivale di Sir Henry, che era stato Stapleton a rubare nell'hotel londinese e che aveva tenuto in mano fino all'ultimo per aizzare il mastino verso il suo obiettivo, e anche una miniera dismessa, il nascondiglio in cui il criminale teneva rinchiusa la bestia.
Sir Henry, incolume ma scosso dagli eventi, si riprenderà solo dopo un lungo viaggio intorno al mondo assieme al dottor Mortimer. Di ritorno a Londra, Holmes chiarisce a Watson gli ultimi aspetti dell'intero caso e del piano di Stapleton, quindi i due si concedono una serata a teatro.

## Origini, ispirazione, tecnica letteraria
Doyle scrisse l'opera attorno al 1901, poco dopo essere tornato in patria dal Sud Africa, ove aveva servito come medico volontario nel corso della seconda guerra boera. Non scriveva di Holmes dal 1893, quando aveva deciso di far morire il personaggio ne L'ultima avventura. Il romanzo, ad ogni modo, è ambientato prima degli eventi narrati in quest'ultimo racconto e inoltre, come quasi tutte le opere su Holmes, si presenta come un resoconto degli eventi scritto a posteriori e in prima persona dal dottor Watson. Tutto ciò contribuisce a conferire una qualità liminale alla figura di Holmes, che si trova in una condizione intermedia tra vita e morte. Due anni dopo, comunque, Doyle decise di riportare in vita Holmes con L'avventura della casa vuota (1903).
Per quanto riguarda il colore locale e le leggende del Dartmoor, l'autore fu assistito da Bertram Fletcher Robinson, un giornalista del Daily Express esperto dei luoghi, cui riconobbe anche una parte dei profitti.
L'inizio e la fine del romanzo nella consueta ambientazione londinese e il confinamento di tutti gli eventi soprannaturali (o supposti tali) alle brughiere di Dartmoor, la liminalità della figura di Holmes di cui si è già accennato, così come altri espedienti (come il fatto che parte della narrazione sia affidata alle lettere di Watson a Holmes) sono tutti elementi che Doyle trasse deliberatamente dalla tradizione del romanzo gotico settecentesco.

## Influenza culturale
Il critico letterario e psicanalista francese Pierre Bayard nel suo libro Il caso del mastino dei Baskerville, utilizzando gli stessi elementi a disposizione di Sherlock Holmes, nota dei punti deboli nella narrazione e sviluppa una teoria alternativa nella quale l'assassino non è quello del romanzo bensì un'altra persona, che secondo l'autore alla fine riesce ad ingannare il famoso investigatore e ad ottenere ulteriori vantaggi oltre a quelli che si era prefissato con l'uccisione di Sir Charles. L'unica soluzione accettabile rimane comunque quella proposta da Conan Doyle.
Nel romanzo Il nome della rosa di Umberto Eco il nome del personaggio protagonista, Guglielmo da Baskerville, è un'evidente citazione del romanzo di Conan Doyle.
Nel 1960 il fumettista Carl Barks ha realizzato la storia The Hound of the Whiskervilles (in italiano Il clan di Zio Paperone), una parodia con protagonista Paperon de' Paperoni, in cui il mastino si rivela una frode del clan rivale ai danni dei De' Paperoni. Negli anni '90, per la Saga di Paperon de' Paperoni, Don Rosa riprende il concetto spiegandone i retroscena.
Nel sesto film d’animazione di Detective Conan (Il fantasma di Baker Street) del 2002, i protagonisti si ritrovano all’interno di un gioco in realtà virtuale ambientato nella Londra Vittoriana, dal quale devono cercare di uscire risolvendo il caso di Jack lo squartatore. Per scoprire il colpevole, si recano alla dimora di Holmes, scoprendo però che il famoso detective, insieme al fidato Watson, è in visita proprio alla brughiera del Dartmoor.
Sherlock Holmes e il mastino dei Baskerville è un casual game della Frogwares del 2010. Si allontana dalla trama originale introducendo chiari elementi soprannaturali. Nonostante non sia conforme al canone, ha ricevuto una buona accoglienza.
Nella serie televisiva Sherlock, il secondo episodio della seconda stagione trae ispirazione da questo romanzo.

## Adattamenti

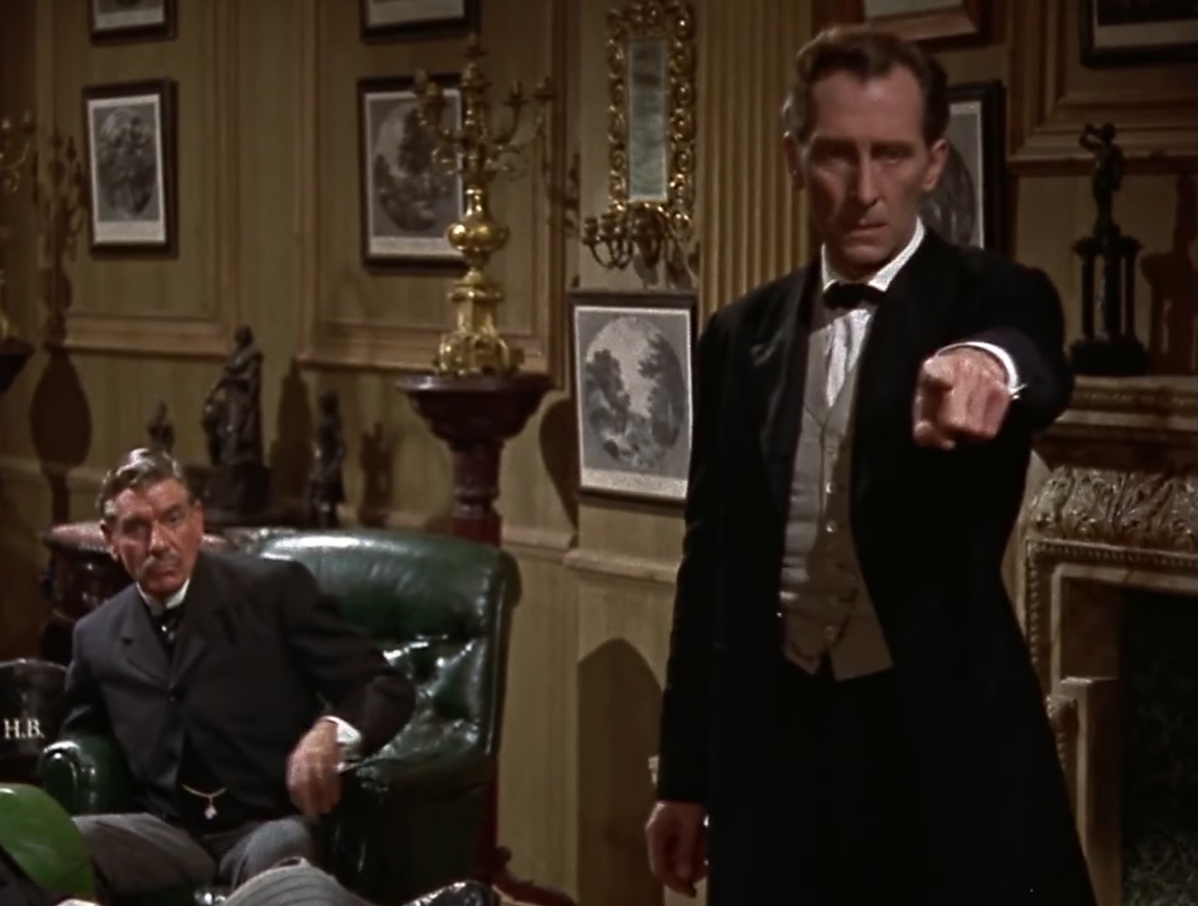
Peter Cushing e André Morell interpretano Holmes e Watson ne La furia dei Baskerville

Il romanzo ha avuto diversi adattamenti cinematografici e televisivi, tra cui:
- Der Hund von Baskerville - film del 1914 diretto da Rudolf Meinert, nel ruolo di Sherlock Holmes Alwin Neuß
- Der Hund von Baskerville, 2. Teil - Das einsame Haus - film del 1914 diretto da Rudolf Meinert, nel ruolo di Sherlock Holmes Alwin Neuß
- Der Hund von Baskerville, 3. Teil - Das unheimliche Zimmer - film del 1915 diretto da Richard Oswald, nel ruolo di Sherlock Holmes Alwin Neuß
- Il mastino dei Baskerville (Der Hund von Baskerville, 4. Teil) - film del 1915 diretto da Richard Oswald, nel ruolo di Sherlock Holmes Alwin Neuß
- Il cane di Baskerville (The Hound of the Baskervilles) - film del 1921 diretto da Maurice Elvey, nel ruolo di Sherlock Holmes Eille Norwood
- Il cane di Baskerville (Der Hund von Baskerville) - film del 1929 diretto da Richard Oswald, nel ruolo di Sherlock Holmes Carlyle Blackwell
- The Hound of the Baskervilles - film del 1932 diretto da Gareth Gundrey, nel ruolo di Sherlock Holmes Robert Rendel
- Der Hund von Baskerville - film del 1937 diretto da Carl Lamac, nel ruolo di Sherlock Holmes Bruno Güttner
- Il mastino di Baskerville (The Hound of the Baskervilles) - film del 1939 diretto da Sidney Lanfield, nel ruolo di Sherlock Holmes Basil Rathbone
- Der Hund von Baskerville - film per la televisione del 1955 diretto da Fritz Umgelter, nel ruolo di Sherlock Holmes Wolf Ackva
- La furia dei Baskerville (The Hound of the Baskervilles) - film del 1959 diretto da Terence Fisher, nel ruolo di Sherlock Holmes Peter Cushing
- L'ultimo dei Baskerville - film per la televisione del 1968 diretto da Guglielmo Morandi, nel ruolo di Sherlock Holmes Nando Gazzolo
- The Hound of the Baskervilles - film per la televisione del 1968, nel ruolo di Sherlock Holmes Peter Cushing
- The Hound of the Baskervilles - film per la televisione del 1972 diretto da Barry Crane, nel ruolo di Sherlock Holmes Stewart Granger
- Il cagnaccio dei Baskervilles (The Hound of the Baskervilles) - film del 1978 diretto da Paul Morrissey
- Приключения Шерлока Холмса и доктора Ватсона: Собака Баскервилей (The Adventures of Sherlock Holmes and Dr. Watson: The Hound of the Baskervilles) - film del 1981 diretto da Igor Maslennikov (URSS)
- The Hound of the Baskervilles - film per la televisione del 1982 di Peter Duguid, nel ruolo di Sherlock Holmes Tom Baker
- Il mastino di Baskerville (The Hound of the Baskervilles) - film per la televisione del 1983 di Douglas Hickox, nel ruolo di Sherlock Holmes Ian Richardson
- Il mastino dei Baskerville (The Hound of the Baskervilles) - film per la televisione del 1988 diretto da Brian Mills, nel ruolo di Sherlock Holmes Jeremy Brett
- Il mastino di Baskerville (The Hound of the Baskervilles) - film per la televisione del 2000 diretto da Rodney Gibbons, nel ruolo di Sherlock Holmes Matt Frewer
- Il mastino dei Baskerville (The Hound of the Baskervilles) - film per la televisione del 2002 diretto da David Attwood, nel ruolo di Sherlock Holmes Richard Roxburgh
- I mastini di Baskerville (The Hounds of Baskerville) - secondo episodio della seconda stagione della serie tv Sherlock (2012). Reinterpretazione in chiave moderna del racconto di Doyle, nel ruolo di Sherlock Holmes Benedict Cumberbatch.
- Braccato (Hounded) - sedicesimo episodio della quarta stagione della serie tv Elementary. Reinterpretazione in chiave moderna del racconto di Doyle.

## Traduzioni italiane
- La maledizione dei Baskervilles, traduzione di Luigi Barzini, Milano, La Domenica del Corriere, 2 novembre 1902- 25 gennaio 1903 (in 17 puntate).
- Il mastino dei Baskerville, traduzione di Maria Gallone, Milano-Roma, Rizzoli, 1950,  p. 204. - Milano, Mondadori, 1957-2024; Torino, SEI, 1991.
- Il cane dei Baskerville, traduzione di Maria Duca Buitoni, con una "indagine" di Fruttero & Lucentini, illustrazioni di Sidney Paget della prima edizione apparsa su The Strand Magazine, BUR, Milano, Rizzoli, 1982. - Milano, Bompiani, 2004; col titolo Il mastino dei Baskerville, Milano, BUR, 2000-2024.
- Il mastino dei Baskerville, traduzione di Oreste Del Buono, Milano, Mondadori, 1987-2024.
- Il mastino dei Baskerville, in Sherlock Holmes: l'opera completa di Arthur Conan Doyle, vol. II, traduzione di Leonardo Casavola, Sesto San Giovanni, Peruzzo, 1988.
- Il mastino dei Baskerville, traduzione di Alda Carrer, Collana Il Giallo Classico n.7, Milano, Garden Editoriale, gennaio 1990.
- Il mastino dei Baskervilles, traduzione di Raymond Sibley, (ed. ridotta), Ozzano Emilia (Bo), Malipiero, 1991.
- Il mastino dei Baskerville, in Tutto Sherlock Holmes, traduzione di Nicoletta Rosati Bizzotto, Roma, Newton Compton, 1991.
- Il cane dei Baskerville, traduzione di Bruna Ratti Alloggio, EL, 1992, ISBN 978-88-706-8444-5.
- Il mastino dei Baskerville, traduzione di Luca Michelini, Collana Acquarelli Gialli, Bussolengo, Demetra, 1995.
- Il mastino dei Baskerville, traduzione di Antonia Lena, 1996.
- Il mastino dei Baskerville, traduzione di Maria Bastanzetti, Casale Monferrato, Piemme, 2003.
- Il mastino dei Baskerville, traduzione di Caterina Ciccotti, Collana I Grandi Gialli, Siena, Barbera, 2008, ISBN 978-88-789-9255-9. - Collana UEF. I Classici, Milano, Feltrinelli, 2011, ISBN 978-88-079-0184-3.
- Il mastino dei Baskerville, in Sherlock Holmes. Tutti i romanzi, traduzione di Luca Lamberti (i.e., versione redazionale), Collana ET Biblioteca, Torino, Einaudi, 2009. - Introduzione di Enrico Solito, ET Classici, Einaudi, 2011.
- Il mastino dei Baskerville, traduzione di E. Petrella, Faligi, 2013, ISBN 978-88-574-0246-8.
- Il mastino dei Baskerville, traduzione di G. Maugeri, Collana I Grandi Libri, Milano, Garzanti, 2014, ISBN 978-88-118-1057-5. - a cura di Alessia Gazzola, Milano, Salani, 2017.
- La maledizione dei Baskerville, traduzione di Alessandra Calanchi, a cura di Gianluca Salvatori e Enrico Solito, Collana Classici, Fidenza, Mattioli 1885, 2017, ISBN 978-88-6261-633-1. [I ed. e-book, a cura di Luigi Pachi, Milano, Delos Digital, 2015]
- Il mastino dei Baskerville, traduzione di Anonimo, illustrazioni di Sidney Paget (da The Strand Magazine), The Sherlock Holmes Collection n.1, Milano, RBA Italia, 2021, 2024.